# Tapoa
Tapoa is een provincie van Burkina Faso in de regio Est. De provinciehoofdstad is Diapaga.

## Bevolking
Tapoa telde in 2006 341.782 inwoners. In 2019 waren dat er naar schatting 605.000.

## Geografie
De provincie heeft een oppervlakte van 14.594 km². Tapoa grenst in het westen aan Niger en in het zuiden aan Benin.
De provincie is opgedeeld in volgende departementen:

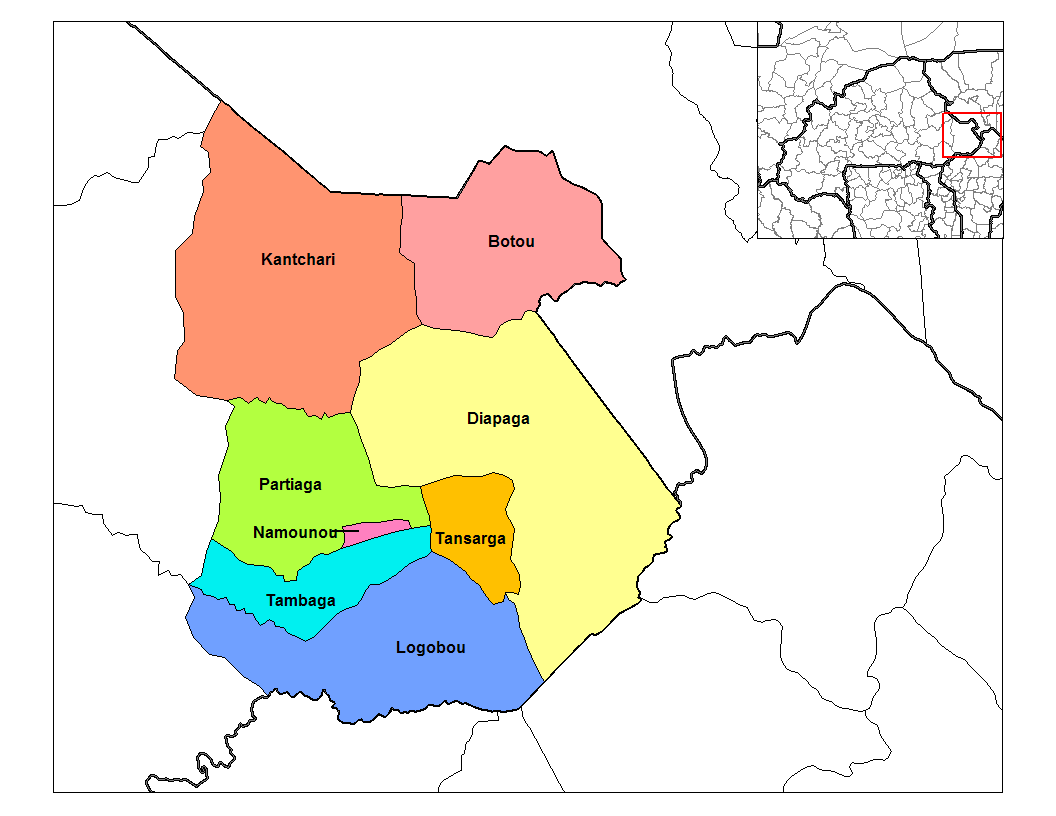
Departementen van Tapoa

- Botou
- Diapaga
- Kantchari
- Logobou
- Namounou
- Partiaga
- Tambaga
- Tansarga

Balé · Bam · Banwa · Bazéga · Bougouriba · Boulgou · Boulkiemdé · Comoé · Ganzourgou · Gnagna · Gourma · Houet · Ioba · Kadiogo · Kénédougou · Komondjari · Kompienga · Kossi · Koulpélogo · Kouritenga · Kourwéogo · Léraba · Loroum · Mouhoun · Nahouri · Namentenga · Nayala · Noumbiel · Oubritenga · Oudalan · Passoré · Poni · Sanguié · Sanmatenga · Séno · Sissili · Soum · Sourou · Tapoa · Tuy · Yagha · Yatenga · Ziro · Zondoma · Zoundwéogo